# Passions
Passions je americký denní televizní seriál, jehož autorem je James E. Reilly. Premiérově byl vysílán v letech 1999–2008, původně na stanici NBC, od roku 2007 na stanici The 101 Network. Celkově bylo natočeno 2331 dílů. Jedná se o poslední denní televizní mýdlovou operu vytvořenou pro některou z amerických televizí.

## Příběh
Seriál se věnuje životům, láskám a nejrůznějším dobrodružstvím obyvatel fiktivního městečka Harmony v Nové Anglii. Příběhy se zaměřují na členy místních nejdůležitějších rodin – černošských Russellových, bělošských Craneových a Bennettovách, a také rodiny Lopezových-Fitzgeraldových, která má původ jak v Mexiku, tak v Irsku. Seriál rovněž obsahuje nadpřirozené prvky, mezi které patří především místní čarodějka Tabitha Lenox a její oživlá loutka Timmy.